# FINS
FINS, Factory Interface Network Service, is een netwerkprotocol van Omron waarmee PLC's onderling of met andere soorten computers gegevens kunnen uitwisselen. Het protocol is geschikt voor verschillende fysieke netwerken zoals Ethernet, Controller Link, DeviceNet en RS-232C.
De betrouwbaarheid van het berichtenverkeer wordt gegarandeerd door twee technieken: berichten zijn voorzien van een controlecijfer en elk bericht wordt beantwoord. Als een van beide niet in orde is kan het bericht opnieuw worden verstuurd.
FINS-berichten bestaan geheel uit leesbare tekst, met uitzondering van het afsluitende regeleinde-teken (13). Getallen worden hexadecimaal gecodeerd; het decimale getal 1000 verschijnt in een FINS-bericht dus als "03E8".
Een compleet eerste FINS-bericht (een antwoordbericht heeft een iets andere opmaak) begint met @, gevolgd door een eenheidnummer (2 bytes), de FINS-code "FA", de antwoordwachttijd (1 byte), drie codes van elk 2 bytes, een berichtvolgnummer (2 bytes), een FINS-commandocode (4 bytes) en dan de tekst met de informatie die moet worden overgedragen. Het bericht wordt afgesloten met een eenvoudige checksum (2 bytes), een asterisk en het regeleinde-teken.
De kop van het antwoordbericht is één byte langer. Direct na de FINS-commandocode (dezelfde als van het originele bericht) volgt een eindcode, een vier bytes lang hexadecimaal getal dat een eventuele foutsituatie weergeeft.